# Киштимська аварія
Киштимська аварія — перша в СРСР радіаційна надзвичайна ситуація техногенного характеру, що виникла 29 вересня 1957 року на хімкомбінаті «Маяк», розташованому в закритому місті «Челябінськ-40». З 1994 року місто називається Озерськ, але його попередня назва в радянський час вживалася тільки в секретному листуванні, тому аварія й отримала назву «Киштимська», за назвою найближчого до Озерська міста, яке було позначене на картах, Киштим.

## Масштаби події та ліквідація наслідків
Вибух стався в ємності для радіоактивних відходів, яку було побудовано в 1950-х роках. Роботи з будівництва ємностей виконувалися під керівництвом головного механіка Аркадія Олександровича Казутова (1914—1994), головним інженером будівництва «Маяка» в той час був Саприкін Василь Андрійович.
Сама ємність являла собою циліндр з неіржавної сталі в бетонній оболонці. Механізм створення цього сховища був такий: викопувався котлован діаметром близько 18–20 метрів і глибиною 10–12 метрів. На дні і стінах цього котловану закріплювалася арматура, яка заливалася бетоном; в результаті товщина стін виходить приблизно 1 метр. Після цього всередині методом зварювання окремими царгами з нержавіючої сталі збиралася сама ємність для відходів. Зверху будувався купол на радіальних металевих фермах, які в центрі кріпилися до металевого циліндра діаметром до 1,5 метра. Над цими фермами бетоном вищих марок заливалася кришка завтовшки близько метра і масою близько 160 тонн. Поверх споруди насипався шар землі завтовшки 2 метри, а поверх нього для маскування вкладався зелений дерен.
У міцності цієї конструкції на момент будівництва не було жодних сумнівів, на що вказує діалог Казутова і Саприкіна на будівництві сховищ відпрацьованого палива.
 Діалог наводиться за спогадами А. А. Казутова, відповідно «я» - А. А. Казутов, «він» - В. А. Саприкін:
 Пам'ятаю зустріч, коли головний інженер Василь Саприкін приїхав оглянути сховище. Це було вдень, сильно гріло сонце. Він запитав мене, посміхаючись:
- А не завалиться під власною вагою?
Я, жартуючи, відповів
 — Можете ще довантажити паровозом із завантаженим тендером.
 Василь Андрійович над жартом посміявся, а потім задумливо і, як мені здалося, з легкою тривогою промовив:
- Хто знає, яка сила потрібна, щоб зруйнувати це? —  Будівництво штурмували фронтовики

Герб міста Озерськ

29 вересня 1957 року в 16:22 через вихід з ладу системи охолодження (за офіційною версією) стався вибух ємності об'ємом 300 кубічних метрів, де містилося близько 80 м³ високорадіоактивних ядерних відходів. Вибухом, оцінюваним в десятки тонн в тротиловому еквіваленті, ємність було зруйновано, бетонне перекриття товщиною 1 метр вагою 160 тонн відкинуто в бік, в атмосферу було викинуто близько 20 млн кюрі радіоактивних речовин. Частину радіоактивних речовин було піднято вибухом на висоту 1-2 км, де вони утворили хмару, що складалася з рідких і твердих аерозолів. Протягом 10-11 годин радіоактивні речовини випали в смузі довжиною 300—350 км на північний схід напрямку від місця вибуху (за напрямком вітру).
У зоні радіаційного забруднення опинилася територія декількох підприємств комбінату «Маяк», військове містечко, пожежна частина, колонія ув'язнених і територія площею 23 000 км² з населенням 270 000 чоловік у 217 населених пунктах трьох областей: Челябінської, Свердловської і Тюменської. Сам Челябінськ-40 не постраждав. 90 % радіаційних забруднень випали на території хімкомбінату «Маяк», а інша частина розсіялася далі. У ході ліквідації наслідків аварії 23 села з найзабрудненіших районів із населенням від 10 до 12 тисяч чоловік було відселено, а будівлі, майно й худобу — знищено.

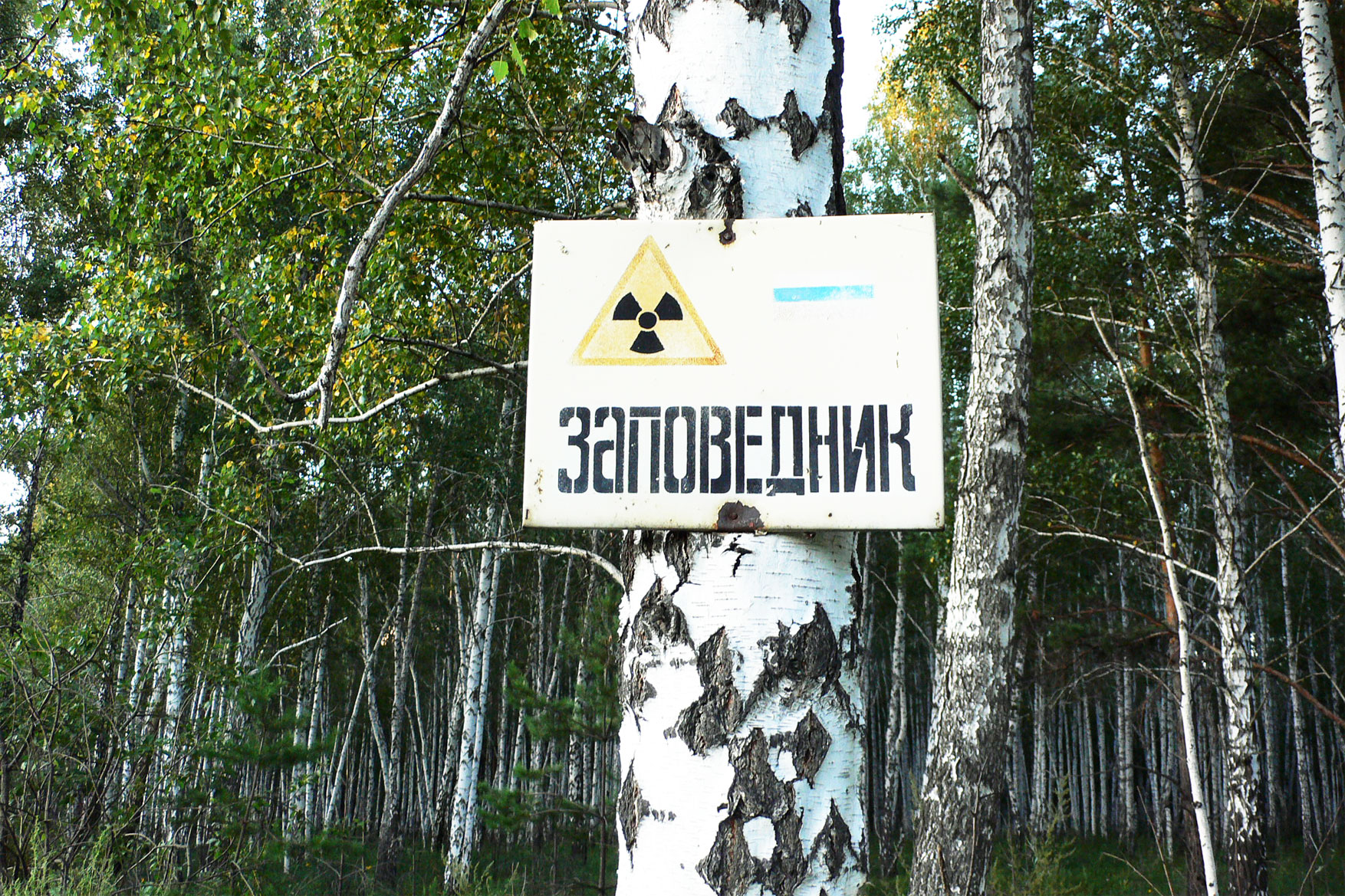
Позначення межі утвореного заповідника на зараженій радіацією території забрудненої хімічними речовинами

Для запобігання розносу радіації в 1959 році рішенням уряду було утворено санітарно-захисну зону на найбільш забрудненій частині радіоактивного сліду, де було заборонено будь-яку господарську діяльність, а з 1968 року на цій території було утворено Східно-Уральський державний заповідник. Зараз зона зараження зазвичай іменується Східно-Уральським радіоактивним слідом (СУРС). Для ліквідації наслідків аварії залучалися сотні тисяч військовослужбовців та цивільних осіб, які внаслідок цього отримали значні дози опромінення.

## Хронологія подій
- 29 вересня 1957 року (неділя):

16 годин 22 хвилини за місцевим часом. Стався вибух банки № 14 комплексу С-3.
19 годин 20 хвилин. Повітряні маси з району хімкомбінату рухалися в напрямку села Багаряк і міста Каменськ-Уральський.
22 година вечора або 00:00 30 вересня. Радіоактивна хмара досягла території Тюмені.
Близько 23 годин було відмічено дивне світіння в небі; основними кольорами цього світіння були рожевий і світло-блакитний. Світіння спочатку охоплювало значну частину південно-західної та північно-східної частини небосхилу, далі його можна було спостерігати в північно-західному напрямку.
- 30 вересня 1957 року:

3 година ночі. Повністю завершено процес формування радіоактивного сліду (без урахування подальшої міграції).
4 година ранку. На промисловому майданчику було проведено першу грубу оцінку рівня радіаційного зараження.
Розпочато вивчення радіаційної обстановки за межами комбінату і міста Челябінськ-40. Перші ж вимірювання забрудненості, виконані в довколишніх населених пунктах, які накрила радіоактивна хмара, показали, що наслідки радіаційної аварії дуже серйозні.
- 2 жовтня 1957 року: На третій день після аварії з Москви прибула створена Міністерством середнього машинобудування комісія на чолі з міністром Є. П. Славським. Після прибуття в Челябінськ-40 (Озерськ) комісія активно включилася в роботу, намагаючись з'ясувати причини, що призвели до аварії. Але ситуація з вибухом ємності виявилася непростою, що вимагало спеціального вивчення багатьох проблем.

- 6 жовтня — 13 жовтня 1957 року: На основі попередніх оцінок дози опромінення було прийнято рішення про евакуацію 1100 осіб, що проживають в селах Бердяніш, Сатликово, Галікаєво. Евакуація проводилася з запізненням, через 7-14 діб після аварії.

- 11 жовтня 1957 року: Було створено спеціальну технічну комісію для встановлення причин вибуху. До її складу увійшли 11 осіб, в основному відомі вчені, фахівці атомної галузі, такі як Н. А. Бах, І. В. Жежерун, В. П. Нікольський та інші. Головою комісії був призначений відомий радянський хімік, член-кореспондент АН СРСР В. В. Фомін[ru]. Ознайомившись з обставинами вибуху банки № 14 комплексу С-3, комісія встановила причину аварії — вихід з ладу системи охолодження.

- Травень 1958 року: За 12 км від Озерська, на території СУРСу було створено науково-дослідну станцію. В Челябінську було організовано філію Ленінградського науково-дослідного інституту радіаційної гігієни, а також комплексну сільськогосподарську науково-дослідну радіологічну лабораторію. В грудні 1962 року на їх базі утворено філіал № 4 Інституту біофізики[ru] (ФІБ-4). Співробітники цієї закритої наукової установи проводили медичне обстеження населення в районі річки Теча, а також на території СУРСу, вели активну дослідницьку роботу.

### Підсумки
У 1958-1959 роках в населених пунктах, що зазнали радіоактивного забруднення, спеціальні механізовані загони виконали ліквідацію і поховання будівель, продовольства, фуражу і майна жителів. Після аварії на всій території СУРС ввели тимчасову заборону на господарське використання території. Соціально-екологічні наслідки аварії виявилися дуже серйозними. Тисячі людей були змушені залишити місця свого проживання, багато інших залишилися жити на забрудненій радіонуклідами території в умовах довготривалого обмеження господарської діяльності. Положення значно ускладнювалося тим, що в результаті аварії радіоактивного забруднення зазнали водойми, пасовища, ліси і орні землі.

### Розсекречення інформації про аварію
Протягом тривалого часу в Радянському Союзі про цю велику аварію нічого не повідомлялося. Відомості приховувалися офіційною владою від населення країни і від жителів Уральського регіону, який опинився в зоні радіоактивного забруднення. Однак приховати повністю аварію 1957 року виявилося практично неможливо, насамперед через велику площу забруднення радіоактивними речовинами і залучення в сферу післяаварійних робіт значного числа людей, багато з яких роз'їхалися потім по всій країні.
За кордоном факт аварії 1957 року на Уралі став відомий досить швидко. Вперше про аварію в СРСР повідомила 13 квітня 1958 копенгагенська газета Berlingske. Але це повідомлення виявилося неточним. У ньому стверджувалося, що сталася якась аварія під час радянських ядерних випробувань у березні 1958 року. Природа аварії не була відомою, але вона, як повідомлялося в цій данській газеті викликала радіоактивні опади в СРСР і прилеглих державах. Дещо пізніше у доповіді Національної лабораторії США, розташованої в Лос-Аламосі, з'явилося припущення, що в Радянському Союзі нібито стався ядерний вибух під час великих військових навчань. Через 20 років у 1976 році Жорес Медведєв, відомий радянський дисидент, вчений-біолог, зробив перше коротке повідомлення про аварію на Уралі в англійському журналі «Нью-сайєнтіст», що викликало на Заході великий резонанс. А в 1979 році він видав у США книгу під назвою «Ядерна катастрофа на Уралі», у якій наводилися деякі факти, що стосуються аварії 1957 року.. Подальший запит активістів антиядерної організації «Critical Mass Energy Project» показав, що ЦРУ знало про інцидент до публікації, але не розголошувало, що, за словами засновника «Critical Mass» Ральфа Нейдера, було викликано бажанням запобігти несприятливим наслідкам для американської атомної індустрії.
У 1980 році з'явилася стаття американських вчених з атомного центру Оук-Ридж під назвою «Аналіз ядерної аварії в СРСР у 1957-1958 роках і її причини». Її автори — відомі фахівці-атомники — Д. Трабалка, Л. Ейсман та С. Ауербах вперше після Ж. Медведєва, визнали, що в СРСР мала місце велика радіаційна аварія, пов'язана з вибухом радіоактивних відходів. Серед проаналізованих джерел були географічні карти до і після інциденту, що показали зникнення назв низки населених пунктів і будівництво водосховищ і каналів у нижній течії Течі; а також опублікована статистика рибних ресурсів.
У Радянському Союзі факт вибуху на хімкомбінаті «Маяк» вперше підтвердили в липні 1989 року на сесії Верховної Ради СРСР. Потім було проведено слухання з цього питання на спільному засіданні комітету з екології та комітету з охорони здоров'я Верховної Ради СРСР з узагальненою доповіддю першого заступника міністра атомної енергетики і промисловості СРСР Б. В. Нікіпелова. У листопаді 1989 року міжнародна наукова громадськість була ознайомлена з даними про причини, характеристики, радіоекологічні наслідки аварії на симпозіумі Міжнародного агентства з атомної енергії (МАГАТЕ). На цьому симпозіумі з основними доповідями про аварію виступали фахівці та вчені з хімкомбінату «Маяк».

## Обговорення впливу аварії на сучасну екологічну ситуацію в Челябінській області
У липні 2011 року адміністрація Челябінської області розмістила запит котирувань на надання послуг, що включає вимогу, за якою до перших десяти посилань пошукових систем Google і Яндекс за запитами, що стосуються Киштимської аварії і проблем екології Карабаша, повинні знаходитися матеріали, що містять «позитивні або нейтральні оцінки екологічної ситуації в Челябінську і Челябінській області».
Представники влади Челябінської області прокоментували появу замовлення необхідністю «позбавлятися від неактуального і не відповідного дійсності іміджу, нав'язаного радіофобією…», а також повідомили, що спотворення інформації про екологічну ситуацію в регіоні не планувалося. Фахівці з пошукової оптимізації визнали вибраний владою метод неефективним, а до весни 2012 року адміністрація області відмовилася від цього методу на користь більш традиційних інструментів, таких, як публікація реклами в журналах.

## Версії причин події і його наслідки
Комплекс, до якого входила ємність, що вибухнула, являв собою заглиблену бетонну споруду з комірками — каньйонами для ємностей з нержавіючої сталі об'ємом 300 кубометрів кожна. У ємностях складувалися рідкі високорадіоактивні відходи хімкомбінату «Маяк». Через високу радіоактивність їх вміст виділяє тепло (див.: Залишкове тепловиділення), і за технологією ємності постійно охолоджуються. За офіційною версією причина вибуху описується так:
 Порушення системи охолодження внаслідок корозії і виходу з ладу засобів контролю в одній з ємностей сховища радіоактивних відходів, об'ємом 300 кубічних метрів, обумовило саморозігрів 70-80 тонн високоактивних відходів, котрі там зберігалися, переважно в формі нітратно-ацетатних з'єднань. Випаровування води, осушення залишку і розігрів його до температури 330—350 градусів привели 29 вересня 1957 о 16 годині за місцевим часом до вибуху вмісту ємності. Потужність вибуху оцінюється в 70-100 тонн тринітротолуолу. 
Інша версія свідчить, що в бак-випарник з гарячим розчином нітрату плутонію помилково додали розчин оксалату плутонію. При окисленні оксалату нітратом виділилася велика кількість енергії, що призвело до перегріву і вибуху ємності, що містить радіоактивну суміш.
Вибух повністю зруйнував ємність з нержавіючої сталі, що знаходилася в бетонному каньйоні на глибині 8,2 м, зірвав і відкинув на 25 м бетонну плиту перекриття каньйону, у радіусі до 1 км в будівлях вибило шибки; про інші руйнування не повідомляється.
Безпосередньо від вибуху ніхто не загинув. У повітря було викинуто близько 20 мільйонів кюрі радіоактивних речовин, що містилися в зруйнованій ємності у вигляді аерозолів, газів і механічних суспензій (для порівняння: під час Чорнобильської аварії було викинуто до 14 Бк, що становить приблизно 380 мільйонів кюрі, тобто приблизно в 19 разів більше).

## Заходи з ліквідації наслідків аварії

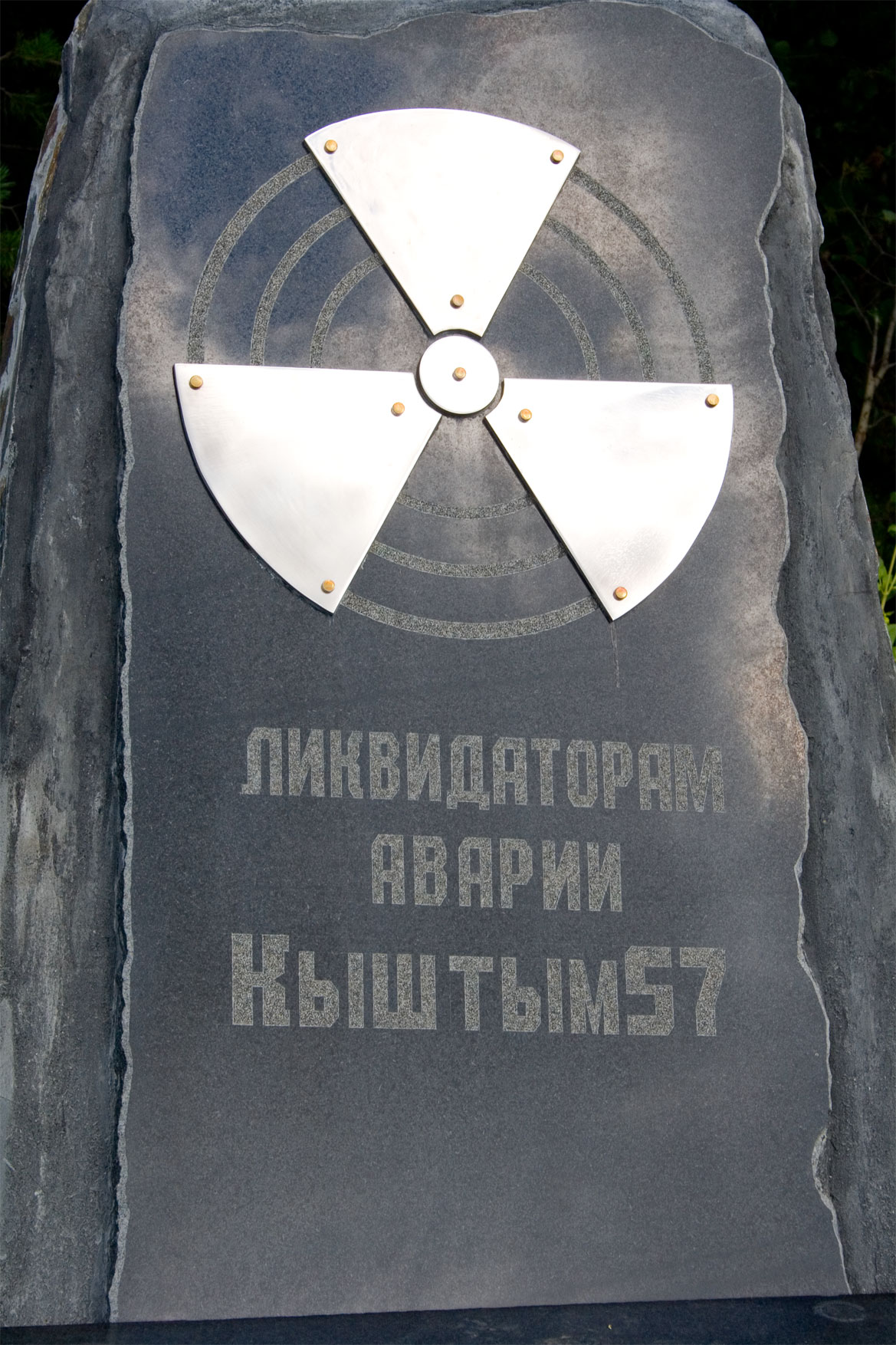
Пам'ятник ліквідаторам аварії в місті Киштим.

Протягом першої доби після вибуху з зони ураження було виведено військовослужбовців та ув'язнених. Евакуація населення з найбільш постраждалих сіл почалася через 7-14 днів після аварії. Загальна протяжність СУРСу становила приблизно 300 км в довжину при ширині 5-10 кілометрів. На цій площі майже в 20 тисяч км² проживало близько 270 тисяч чоловік, з них близько 10 тисяч людей опинилися на території з щільністю радіоактивного забруднення понад 2 кюрі на квадратний кілометр за стронцієм-90 (період напіврозпаду 28.8 року) і 2100 чоловік — з щільністю понад 100 кюрі на квадратний кілометр.
На території із забрудненням понад 2 кюрі на квадратний кілометр за стронцієм-90 знаходилося приблизно 23 населених пункти, в основному невеликих сіл. Вони були виселені, майно, худобу і будинки було знищено. Урожай на великих територіях було знищено. Великі площі переорано й вилучено з сільгоспобігу. Виселених спочатку поселили у позаміські будинки відпочинку, а з весни 1958 року біля міста Чебаркуль для них було побудовано, силами будбату, селище з каркасно щитових збірних так званих фінських будинків. Це селище по-суті виконувало роль лікарні і притулку для невиліковно хворих. Особливістю цього закладу, котрим опікувалися військові медики, було те, що пацієнтів щоденно водили в баню, робили щоденну заміну одягу (звичайного робочого костюму) і проводили щоденні заміри радіоактивності їх тіл. Випорожнення пацієнтів захоронювали як радіоактивні відходи. Виселеним було призначено пенсію у розмірі 27 рублів.
З метою попередження небезпечного впливу забрудненої території на навколишнє населення в 1959 році уряд СРСР ухвалив рішення про утворення на цій частині СУРСу санітарно-захисної зони з особливим режимом. До неї увійшла територія, обмежена ізолінією 2-4 кюрі на квадратний кілометр за стронцієм-90, площею близько 700 кв. км. Землі цієї зони визнано тимчасово непридатними для ведення сільського господарства. Тут забороняється використовувати земельні та лісові угіддя, водойми, орати і сіяти, рубати ліс, косити сіно і випасати худобу, полювати, ловити рибу, збирати гриби та ягоди. Без спеціального дозволу сюди нікого не допускають.
У 1968 році на цій території створено Східно-Уральський заповідник. В результаті радіоактивного розпаду випадінь, що відбулися внаслідок аварії 1957 року, площа радіоактивного забруднення території заповідника скорочується. В даний час відвідувати заповідник не можна, бо рівень радіоактивності в ньому — за чинними нормами для людини — все ще дуже високий. Атомний заповідник і донині відіграє важливу роль і в проведенні наукових досліджень, пов'язаних з радіацією. На даний час потерпілі в ході аварії, а також учасники ліквідації наслідків мають соціальні пільги.

## Дезінформація
Після вибуху 29 вересня 1957 піднявся стовп диму і пилу заввишки до кілометра, який мерехтів оранжево-червоним світлом. Це створювало ілюзію північного сяйва. 6 жовтня 1957 в газеті Челябінська з'явилася така замітка: «У минулу неділю ввечері … багато челябінців спостерігали особливе світіння зоряного неба. Це досить рідкісне в наших широтах світіння мало всі ознаки полярного сяйва. Інтенсивне червоне, часом переходить у слабо-рожеве і світло-блакитне світіння спочатку охоплювало значну частину південно-західної та північно-східної поверхні небосхилу. Близько 11 години його можна було спостерігати в північно-західному напрямку… На тлі неба з'являлися порівняно великі забарвлені ділянки і часом спокійні смуги, що мали на останній стадії сяйва меридіональний напрямок. Вивчення природи полярних сяйв, розпочате ще Ломоносовим, продовжується і в наші дні. У сучасній науці знайшла підтвердження основна думка Ломоносова, що полярне сяйво виникає у верхніх шарах атмосфери в результаті електричних розрядів». Публікація закінчувалася так: «Полярні сяйва … можна буде спостерігати і в подальшому на широтах Південного Уралу».